# そうはちぼん

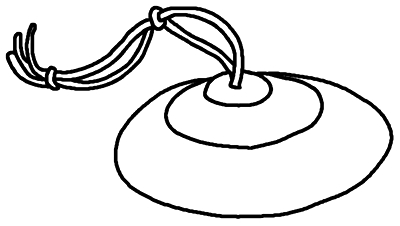
参考 : 楽器の「そうはちぼん」

そうはちぼんとは、石川県に伝わる怪火のような姿をした謎の物体。別名、ちゅうはちぼん。名称の本来の意味は仏具であり、シンバルのような楕円形の形をした楽器妙八のことであり、怪火のような姿がこの楽器に似ていることが由来とされる。

## 概要
秋の夜、羽咋市にある眉丈山の中腹を東から西に、不気味な光を放ちながら群れて移動する。羽坂の六所の宮から一ノ宮の六万坊へ移動するともいう。『気多古縁起』によれば神通力を用いて自由自在に空中を浮遊する光の玉であるとの記述が見られ、「江戸時代に現れたUFOのことではないだろうか」などとの意見もある。
UFOの町として名高い石川県羽咋市では『そうはちぼん伝説』が各地に伝承されており、その特徴などからUFOと絡めて扱う書物が多いためか、そうはちぼんは他の一般的な怪火、鬼火などとは異なった捉えられ方をしている。